# Peter Habeler
Peter Habeler (ur. 22 lipca 1942) – austriacki wspinacz. Pochodzi z Mayrhofen w regionie Tyrol.
Wspinaczkę rozpoczął w 1969 z Reinholdem Messnerem. Może poszczycić się wejściem na Mount Everest w 1978 r., bez dodatkowego tlenu (razem z Messnerem). Habeler ustanowił rekord zejścia ze szczytu do południowego filara co zajęło mu tylko godzinę.
Zdobył też Czo Oju, Nanga Parbat, Kanczendzongę i Gaszerbrum I. Na ten ostatni wszedł z Messnerem w tylko trzy dni.